# Oiron
Oiron is een plaats en voormalige gemeente in het Franse departement Deux-Sèvres (regio Nouvelle-Aquitaine) en telt 945 inwoners (1999). De plaats maakt deel uit van het arrondissement Bressuire.
Een bezienswaardig is het Château d'Oiron.

## Geschienenis
Op 1 januari 1973 fuseerde Oiron met Bilazais, Brie en Noizé tot de een nieuwe gemeente die ook de naam Oiron kreeg. Op 14 februari 1983 werd Brie weer een zelfstandige gemeente. Op 1 januari 2019 fuseerde Brie en Oiron met Saint-Jouin-de-Marnes en Taizé-Maulais tot de commune nouvelle Plaine-et-Vallées.

## Geografie
De oppervlakte van Oiron bedraagt 37,4 km², de bevolkingsdichtheid is 25,3 inwoners per km².
De onderstaande kaart toont de ligging van Oiron met de belangrijkste infrastructuur en aangrenzende gemeenten.

## Demografie
Onderstaande figuur toont het verloop van het inwonertal.
Bilazais · Brie · Maulais · Noizé · Oiron · Saint-Jouin-de-Marnes · Taizé